# Tchang Lin
Tchang Lin (čínsky:唐琳, Pchin-jin: Táng Lín), (* 7. května 1976 Nej-ťiang, Čína) je bývalá reprezentantka Číny v judu. Je olympijskou vítězkou z roku 2000.

## Sportovní kariéra
S judem začala ve 14 letech a členkou čínské reprezentace byla od roku 1995. V roce 1998 vyhrála asijské hry, když v pavouku vyřadila fenomenální Japonku Annovou. V roce 1999 však stála nad rozhodnutím ukončení sportovní kariéru kvůli problémům se zády (vyhřezlá ploténka). Podařilo si jí zotavit a v dubnu 2000 si zajistila nominaci na olympijské hry v Sydney na úkor Jin Jü-feng. Do Sydney odjížděla jako neokoukaná judistka a proklouzla až do finále. Ve finále se utkala s Francouzkou Lebrunovou, se kterou svedla vyrovnaný taktický duel. Dvěma ze tří rozhodčích přišlo její judo hodnější vítězství a mohla tak slavit nečekaný zisk zlaté olympijské medaile.

## Výsledky
| Turnaj           | 1996           | 1997           | 1998           | 1999           | 2000           |
| Turnaj           | 20             | 21             | 22             | 23             | 24             |
| Turnaj           | polotěžká váha | polotěžká váha | polotěžká váha | polotěžká váha | polotěžká váha |
| ---------------- | -------------- | -------------- | -------------- | -------------- | -------------- |
| Olympijské hry   | —              |                |                |                | 1.             |
| Asijské hry      |                |                | 1.             |                |                |
| Mistrovství Asie | 2.             | —              |                | —              | —              |

## Podrobnější výsledky

### Olympijské hry
| Rok      | Kategorie      |  | 1/32                                | 1/16                              | čtvrtfinále                       | semifinále                      | finále                         |
| -------- | -------------- |  | ----------------------------------- | --------------------------------- | --------------------------------- | ------------------------------- | ------------------------------ |
| LOH 2000 | polotěžká váha |  | výhra – 0:46/kke Nasiba Surkijevová | výhra – kok/shi Sambúgín Dašdulam | výhra – waz/osg Edinanci Silvaová | výhra – waz/oug Heidi Rakelsová | výhra – (yus) Céline Lebrunová |